# Dylan Tombides
Dylan James Tombides (Perth, 8 maart 1994 –  Londen, 18 april 2014) was een Australisch voetballer die bij voorkeur als aanvaller speelde. 

## Clubcarrière
Tombides speelde sinds 2010 voor West Ham United. Sinds 2012 zat Tombides bij de eerste selectie van West Ham United. Hij debuteerde voor West Ham United als invaller op 25 september 2012 in de League Cup tegen Wigan Athletic. Ondanks dat hij geroemd werd om zijn tactisch inzicht, maakte Tombides nooit zijn debuut in de Premier League. 

## Overlijden
In de zomer van 2011 werd bij Tombides teelbalkanker geconstateerd. Ondanks de ziekte bleef Tombides wel gewoon bij het eerste elftal betrokken. Op 18 april 2014 maakte West Ham United bekend dat Tombides de strijd tegen kanker verloren had. Tombides werd 20 jaar. Een dag later in de thuiswedstrijd tegen Crystal Palace werd Tombides herdacht met een minuut applaus en droegen zijn ploeggenoten rouwbanden. Ook maakte West Ham bekend dat nummer 38, het toenmalige rugnummer van Tombides, nooit meer gebruikt zal worden.